# James Oliver Preston
Sir James Oliver Preston (Southampton, 1596 - Chichester, 1676) était un marin et soldat britannique, officier de la New Model Army durant la Première Révolution anglaise
Né à Southampton dans une famille de marin-pêcheurs, il s'engage comme mousse en 1612 dans la marine de guerre anglaise. Bon marin et charismatique, il est remarqué par ses officiers. Cinq années plus tard, il est muté sur un navire corsaire, le Wight Devil, qui mène plusieurs raids dans les Caraïbes contre des galions espagnols au cours des années 1618 à 1620. Il est plusieurs fois blessé au combat. En 1623, il devient l'un des plus jeunes commandant corsaire de la marine anglaise, commandant du Hood. Cependant, il est exclu de la flotte en 1628 après avoir attaqué un navire marchand français au large de Cherbourg, incident qui lui valut par ailleurs huit mois de prison. 
À sa sortie, il est engagé comme homme d'arme dans la milice du Duc de York, où il devient rapidement officier et se montre aussi doué que dans la marine. Lors de la Première Révolution anglaise, il se range du côté parlementaire, et devient officier de la New Model Army en 1645, avec un grade équivalent à celui de colonel.  Il participe par ailleurs à la seconde guerre civile, mais ne s'y illustre pas.
En 1649, en désaccord avec l'exécution de Charles Ier, il démissionne de son poste et s'installe dans le Sussex, où il a acquis un petit domaine grâce à l'argent accumulé comme corsaire puis comme officier. Onze ans plus tard, en 1660, finalement rallié à la monarchie, il décide de soutenir George Monk en tant que conseiller, son âge lui interdisant désormais de prendre une part active aux campagnes. 
Cette même année, Charles II d'Angleterre, le nouveau roi d'Angleterre, le fait chevalier, pour services rendus à la couronne britannique.
Sir James Oliver Preston est mort le 27 septembre 1676 à Chichester dans le Sussex. 